# Nobuhiro Namiki
Nobuhiro Namiki (jap. 並木 伸裕, Namiki Nobuhiro; * um 1935) ist ein japanischer Badmintonspieler. 

## Karriere
Nobuhiro Namiki gewann 1957 seinen ersten nationalen Titel, wobei er im Herrendoppel mit Eiichi Nagai erfolgreich war. Ein weiterer Titelgewinn folgte 1958, ebenfalls im Herrendoppel mit Eiichi Nagai.

## Sportliche Erfolge
| Saison | Veranstaltung                | Disziplin    | Platz | Name                           |
| ------ | ---------------------------- | ------------ | ----- | ------------------------------ |
| 1957   | Japan: Einzelmeisterschaften | Herrendoppel | 1     | Eiichi Nagai / Nobuhiro Namiki |
| 1958   | Japan: Einzelmeisterschaften | Herrendoppel | 1     | Eiichi Nagai / Nobuhiro Namiki |

## Referenzen
- Japanische Badmintonmeisterschaften 1947-2004 (Memento vom 28. August 2007 im Internet Archive)
- Annual Handbook of the International Badminton Federation, London, 29. Auflage 1971, S. 222–223

| Personendaten    | Personendaten                |
| ---------------- | ---------------------------- |
| NAME             | Namiki, Nobuhiro             |
| ALTERNATIVNAMEN  | 並木 伸裕 (japanisch)        |
| KURZBESCHREIBUNG | japanischer Badmintonspieler |
| GEBURTSDATUM     | um 1935                      |